# Kuba i olympiska sommarspelen 1964
Kuba deltog med 27 deltagare vid de olympiska sommarspelen 1964 i Tokyo. Totalt vann de en silvermedalj.

## Medaljer

### Silver
- Enrique Figuerola - Friidrott, 100 meter.